# Schleinitzia novo-guineensis
Schleinitzia novo-guineensis är en ärtväxtart som först beskrevs av Otto Warburg, och fick sitt nu gällande namn av Bernard Verdcourt. Schleinitzia novo-guineensis ingår i släktet Schleinitzia och familjen ärtväxter.

## Underarter
Arten delas in i följande underarter:
- S. n. novo-guineensis
- S. n. pubescens